# Madame d’Or
Madame d'Or (1429 előtt – ) III. Fülöp burgundi herceg udvari törpéje volt.
A szőke, messze földön ismert törpéről Jean Le Fèvre de Saint-Remy azt írta, hogy nagyon kecses. Madame d'Or részt vett az Aranygyapjas rend tiszteletére rendezett 1429-es bruggei ünnepségén, és szellemessége megnevettette az összegyűlt urakat. Feljegyezték még róla, hogy egy udvari ünnepségen egy Hans nevű akrobatával kellett birkóznia.